# قصعين ثفافي الأوراق
قصعين ثفافي الأوراق (الاسم العلمي:Salvia sonchifolia) هو نوع من النباتات يتبع جنس القصعين من الفصيلة الشفوية.